# Éverard d'Avesnes
Éverard d'Avesnes (ou Évrard d'Avesnes) est un évêque de Tournai au XIIe siècle, de 1171 à sa mort en 1191.

## Biographie
Éverard d'Avesnes appartient à la grande maison d'Avesnes. Il est le fils de Gautier I d'Oisy († 1147), dit le Beau, seigneur d'Avesnes, Condé et Leuze, et d'Ide de Mortagne, fille du châtelain de Mortagne et de Tournai. Il est l'oncle de Jacques Ier d'Avesnes, seigneur d'Avesnes, et le grand-oncle de Bouchard d'Avesnes, premier mari de Marguerite de Constantinople, fille du comte de Flandre et du Hainaut, Baudouin VI de Hainaut ou Baudouin IX de Flandre.
Il commence sa carrière en tant qu'archidiacre de Tournai et de prévôt du chapitre de Condé, ou de Nivelles, selon d'autres auteurs. Mais il était en même temps archidiacre de Valenciennes dans le diocèse de Cambrai au moins depuis 1159. En 1159, il signe un acte dans lequel l'évêque Nicolas de Chièvres donne à l' Ordre de Saint-Jean de Jérusalem l'autel de Lez-Fontaine. Dans un document de 1170, il se donne la double qualité d'archidiacre de Tournai et de Valenciennes. De l'archidiaconé de Valenciennes, dépendaient les doyennés de Valenciennes, Haspres et Avesnes.

## Évêque de Tournai
Éverard d'Avesnes est promu au siège épiscopal du diocèse de Tournai en 1171 (peut-être en 1173, voire 1174). Il succède à l'évêque Walter mort en 1171. Il est le 44e évêque de Tournai et le 4e depuis que le pape Eugène III a séparé en 1146 les deux diocèses de Noyon et Tournai (Liste des évêques de Noyon-Tournai).
Outre la gestion de son diocèse, le nouvel évêque est amené à prendre plusieurs décisions concernant des membres de sa lignée, la maison d'Avesnes. Dès 1172, Éverard envoie les gens de Tournai au secours de son neveu Jacques Ier d'Avesnes, assiégé dans son château de Leuze par le comte de Hainaut Baudouin V de Hainaut.
Éverard est un des grands bienfaiteurs du chapitre cathédral de Tournai, au bénéfice duquel il multiplie les dons en cédant à la table des chanoines plusieurs autels ou églises : Berlaere, Herseaux, Luigne, etc. .  
Son épiscopat se caractérise encore par les nombreuses possessions, autels d'églises notamment, cédées aux abbayes environnantes qu'il favorise.  
Le nouvel évêque approuve, en 1173-1174, l'acensement (concession de biens contre le versement d'un cens, d'une redevance), fait par l'abbaye Saint-Martin de Tournai à l'abbaye Notre-Dame de Loos, de ses possessions situées à Templeuve.
Éverard favorise l'érection d'un béguinage à Bruges.
Il joue un rôle notable dans la création de l'abbaye de Ter Doest, établissement cistercien situé à Lissewege, près de Bruges. Il en approuve la fondation en 1174 et en 1177, il achète pour ce monastère les droits que possédaient dans le village de Lissewege, siège de l'abbaye, l'abbé et les religieux de l'abbaye de Saint-Riquier. Éverard avait été en litige dans ces années là avec cette dernière abbaye à propos de la chapelle de Thosan (Ter Doest). L'évêque de Thérouanne, Didier, désigné arbitre, avait tranché en décidant que l'abbaye cèderait la chapelle tandis que l'évêque lui verserait une somme de soixante-dix livres blanches et une rente annuelle de trois marcs.
Il consacre la chapelle de saint-Macaire à Gand et approuve en 1176 la donation faite par une dame noble d'Anstaing de terres à l'abbaye de Loos. Le même année, il donne l'autel de Bailleul-en Tournaisis (Bailleul Belgique) avec ses revenus à l'office du réfectoire du chapitre de Tournai.
En 1177, l'évêque de Tournai confirme que Pétronille d'Avesnes, veuve de Jan Ier de Péteghem, sire de Cysoing, († 1154), a le droit ainsi que ses enfants de chasser dans la forêt de Cysoing. Pétronille d'Avesnes (†1206), veuve depuis 1154 et remariée, est en réalité sa sœur.
La même année, le pape Alexandre III ordonne à Éverard et à son chapitre de rétablir dans leur ancien état les prébendes qu'ils avaient réduites de moitié, contrairement à l'autorisation que le pape avait accordée à Walter le prédécesseur d'Everard.
Éverard est encore retrouvé en 1177 lorsque, en considération des dommages causés au presbytère de Waterlos (Wattrelos?) par l'apostat Alulphe, il renonce provisoirement en faveur de l'abbaye Saint-Bavon de Gand à sa part dans les dîmes et offrandes de la paroisse de Waterlos.
La même année, il approuve le résultat de la médiation réalisée par l'archevêque de Reims entre l'abbaye de Blandin (abbaye Saint-Pierre de Gand) et les prêtres des églises de Gand au sujet des aumônes et des oblations.
En 1179, Éverard confirme dans une charte la donation faite par son frère Gossuin d'Avesnes. Gossuin avait reçu de son père l'avouerie de Tournai et à ce titre avait fait une donation à l'abbaye Saint-Martin de Tournai. 
On retrouve en 1179 un Gossuin d'Avesnes, il s'agit cette fois du neveu d'Everard, en tant que bienfaiteur de l'abbaye Saint-Nicolas-des-Prés de Tournai : Gossuin a laissé plusieurs cures entre les mains d'Éverard qui s'est empressé de les céder à l'abbaye Saint-Nicolas. Il dit « faire cette donation par motif de religion, pour le salut de notre âme, et la célébration à perpétuité de notre anniversaire, pour la rémission des péchés des évêques de Tournay, nos prédécesseurs, et de nos parents, sauf notre droit et celui de nos officiers ». Il menace des pires châtiments ceux qui porteraient atteinte aux biens du monastère et fait approuver la cession par le chapitre de Tournai et par plusieurs dignitaires ecclésiastiques. En remerciement, l'abbaye va célébrer pendant des siècles l'anniversaire de ses bienfaiteurs.
Dans une autre charte de cette même année, où Éverard cède à l'abbaye Saint-Pierre de Gand une église reçue d'un prêtre, il est dit parent de Gérard, abbé de Saint-Pierre.
En 1179-1180, Éverard accompagne Nivelon de Quierzy, évêque de Soissons, de retour du troisième concile du Latran de 1179, et l'évêque de Laon Roger de Rosoy, pour signifier une sentence rendue par le pape Alexandre III, à propos d'un litige opposant l'abbaye de Saint-Michel en Thiérache et l'abbaye de Foigny.
En 1181, il déclare que les chanoines de Condé-sur-l'Escaut possèdent l'église de Fresnes-sur-Escaut, mais que depuis la fondation de l'abbaye de Château-l'Abbaye, ils paient à celle-ci un cens annuel de trente-et-un sous sur les revenus de l'autel.
En 1184, Éverard interdit la célébration de l'office divin dans la chapelle déjà existante de Zantvoorde (sans doute Zandvoorde (Zonnebeke), demande présentée par des habitants d'Ardenbourg (Oudenbourg?), et prononce une sentence d'excommunication contre ceux qui y célébreraient ou qui y entendraient l'office divin.
À la même époque, il décide, en accord avec son chapitre, que les habitants d'Aldenbourg (même lieu qu'Ardenburg?) doivent au monastère du lieu la dîme de toutes leurs récoltes et de tous leurs animaux domestiques
En 1185, l'évêque de Tournai donne l'église de Santes, d'un revenu de trois cents florins, au chapitre de la collégiale Saint-Pierre de Lille. Cette charte est passée de Wazemmes, alors village indépendant et depuis quartier de la ville de Lille, le doyen de Wazemmes contresignant l'acte. À l'époque, les évêques de Tournai possédaient des biens, énumérés dans une bulle du pape Adrien IV le 31 décembre 1156, dans ce village dont une maison forte ou château.
Vers 1185, Éverard souscrit une charte rappelant que lorsqu'il était archidiacre de Tournai, Jean de Landas, avoué de Cysoing, époux de Pétronille d'Avesnes, sœur d'Éverard, a fait une donation en présence dÉverard et de ses frères Nicolas et Gossuin d'Avesnes à l'abbaye Saint-Calixte de Cysoing, où il fut ensuite inhumé. Sa veuve Pétronille approuve cette donation.
À cette même époque, l'évêque confirme la donation d'une dîme et d'une rente annuelle de cent sous, faite par la châtelaine de Bruges, Gertrude, et son fils Jean, en faveur de la cathédrale Notre-Dame de Tournai, pour l'usage du chapelain Robert.
Éverard notifie et approuve en 1185-1186 la donation de terres, appartenant à la cathédrale de Tournai, situées à Houplin-Ancoisne, faite à l'abbaye de Loos. Il fait de même à propos d'une terre, située à Seclin, donnée par un clerc d'Anstaing, à la même abbaye. Cette terre relevait elle aussi des biens de la cathédrale de Tournai.
En revanche, l'évêque ne peut empêcher que lors de son épiscopat, le roi de France Philippe Auguste vienne à Tournai et usurpe la juridiction sur la ville, alors que, jusque là, celle-ci dépendait de l'autorité de l'évêque. Cette action a lieu en 1187. La ville de Tournai devient une commune  bénéficiant d'une charte octroyée par le roi en 1188 et acceptée par l'évêque sur le modèle des coutumes de Senlis. Néanmoins, Éverard exige des bourgeois de Tournai qu'ils prêtent serment à leur évêque. Selon certains, le roi de France aurait été incité à prendre le contrôle de la ville, par son beau-père Baudouin V de Hainaut qui cherchait à se venger des gens de Tournai et de leur évêque qui avaient soutenu Jacques Ier d'Avesnes contre Baudouin V.
La même année, Éverard affirme son autorité d'évêque en tranchant un conflit entre abbayes : l'abbaye Saint-André de Bruges est jusqu'en 1185 un prieuré devant obéissance à l'abbaye d'Affligem. En 1185, les religieux de Saint-André décident de se choisir un abbé, refusant ainsi la tutelle d'Afflighem. L'abbé Godescalc d'Afflighem prononce l'excommunication des religieux de Saint-André. Éverard intervient en déclarant aux membres de la communauté de Saint-André-lez-Bruges qu'ils n'ont pas à respecter cette sentence qu'il annule. L'archevêque de Reims Guillaume aux Blanches Mains confirme la décision d'Éverard, déclare le monastère de Saint-André exempt de la juridiction de l'abbaye d'Afflighem, mais impose, sans doute en compensation, à la communauté de Saint-André de donner à ceux d'Afflighem une terre de 57 mesures (environ 25 hectares) située à Oostburg. Guillaume va déclarer l'abbaye de Saint-André totalement indépendante de celle d'Afflighem en 1188. Éverard approuve cette décision en 1190.
En 1189, le pape Clément III impose à Éverard d'enlever l'office de chancelier à Henri de Soignies, nommé par Éverard, pour le confier à vie à Giselin d'Ecornaix. Éverard s'exécute tout en protestant, car le droit de nommer à un tel office ou de l'ôter à un bénéficiaire relève des prérogatives de l'évêque. La biographie nationale de Belgique donne une version édulcorée de ce fait « Constatant que la fonction de chancelier était devenue révocable, il va en rétablir le caractère inamovible».
Il demeure évêque jusqu'à sa mort à Tournai le 28 septembre 1191.
Étienne de Tournai lui succède comme évêque.